# Epulum Jovis
Epulum Jovis era una sumptuosa festa que se celebrava a l'antiga Roma en honor de Júpiter, el dia dels idus de setembre (13 de setembre) i també era el nom d'una altra menys important que se celebrava el 13 de novembre (idus). Es feien durant els Ludi Romani (Jocs romans) i els Ludi Plebeii (Jocs Plebeus).
Es convidava als déus a un banquet, i hi assistien en forma d'estàtues. Es posaven ajaguts en uns pulvinars (llits sagrats molt luxosos) que estaven situats a la part més preeminent de la taula. Se'ls servia el millor menjar com si el poguessin tastar, i un sacerdots anomenats epulons, que organitzaven tot el ritual, actuaven de «víctimes» menjant-se els plats destinats als déus.